# Jimi Tenor

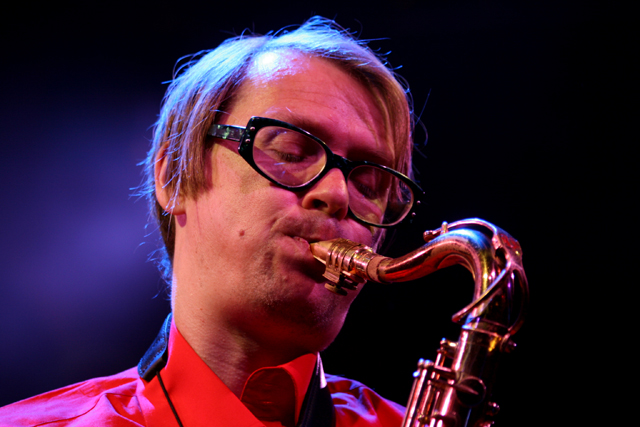
Jimi Tenor

Jimi Tenor (* 27. März 1965 in Lahti, Finnland als Lassi Lehto) ist ein finnischer Musiker (Komponist, Multiinstrumentalist) und Regisseur.

## Leben und Wirken
Seinen Künstlernamen entlieh er dem Kinderstar Jimmy Osmond und dem Tenorsaxophon.
Nachdem er zunächst mit der Industrialband Jimi Tenor and his Shamans einige Alben veröffentlicht hatte, verließ er Finnland und lebte in Berlin und New York City.
Sein erstes Soloalbum Sähkomies (Elektriker), welches später beim Label Warp Records wiederveröffentlicht wurde, enthielt die erfolgreiche Single Take Me Baby, die 1994 zu einem Clubhit wurde und in der Techno-Musikszene als Klassiker gilt.
Seit 1994 betreibt Tenor in Zusammenarbeit mit Tommi Grönlund das Sähkö-Sublabel Puu, das sich den Genres House, Easy Listening und Jazz widmet.
Während seine frühen Werke eher der elektronischen Musik zuzurechnen sind, wandte sich Tenor ab 1997 stärker dem Jazz zu. Sein Album Aulos (Philophon, 2020) mixt wie bereits wie Order of Nothingness (2018) europäische mit afrikanischer Musik respektive Afrobeat. 2021 legte er mit dem UMO Helsinki Orchester unter Leitung von Ed Partyka das Album Terra Exotica vor.

## Diskografie (Auswahl)
Alben
- 1988: Jimi Tenor and His Shamans – Total Capacity of 216,5 Litres (Euros Records)
- 1989: Jimi Tenor and His Shamans – Diktafon (Poko Rekords)
- 1992: Jimi Tenor and His Shamans – Fear of a Black Jesus (Bad Vugum)
- 1994: Jimi Europa (Puu)
- 1994: Sähkömies (Puu)
- 1996: Intervision (Warp Records)
- 1999: Organism (Warp Records)
- 2000: Out of Nowhere (Warp Records)
- 2001: Utopian Dream (Puu)
- 2003: Higher Planes (Kitty-Yo)
- 2004: Beyond the Stars (Kitty-Yo)
- 2006: Jimi Tenor Meets Kabu Kabu – Sunrise (Puu, mit Timo Lassy)
- 2007: Jimi Tenor & Kabu Kabu – Joystone (Ubiquity Records)
- 2009: Jimi Tenor & Kabu Kabu – 4th Dimension (Puu)[7]
- 2009: Jimi Tenor / Tony Allen – Inspiration Information (Strut)
- 2012: Jimi Tenor & Kabu Kabu – Mystery of Aether (Kindred Spirits)
- 2013: Cola & Jimmu – Enigmatic (Herakles Records)
- 2015: Tenors of Kalma (mit Kalle Kalima und Joonas Riippa) – Electric Willow (Yellowbird)
- 2018: Order of Nothingness[8] (Philophon)
- 2020: Ny, Hel, Barca Elektronica-Compilation (Bureau B)
- 2020: Aulos  (Philophon)[5]

## Filmografie (Auswahl)
Regisseur
- 1995: Sähkö the Movie (Dokumentarfilm)
- 1998: Jimi Tenor – Midsummers Night (Musikvideo, mit Sökö Kaukoranta)
- 1999: Jimi Tenor – Total Devastation (Musikvideo, mit Sökö Kaukoranta)
- 2014: Nuntius (Spielfilm, mit Jori Hulkkonen)